# Giselle LaRonde
Giselle Laronde (Port of Spain, 24 de outubro de 1963) é uma modelo de Trinidad e Tobago que venceu o concurso de Miss Mundo 1986, tornando-se, aos 23 anos, a primeira mulher de seu país a vencer este concurso, que foi realizado no Royal Albert Hall, em Londres, no Reino Unido, em 14 de novembro de 1986. 

## Biografia
Nascida Giselle Jeanne-Marie Laronde, ela morou com a família em diversas cidades de Trinidade e Tobago durante a infância, antes de se fixar em Marabella, onde trabalhava como secretária quando decidiu participar dos concursos de beleza. Ela também trabalhava como modelo e havia se formado na St. Francois Girls High School.
Gisele tem três irmãos mais jovens: Janine, Marcel e Maurice. 
Após o reinado, casou-se e passou a usar o sobrenome Laronde-West. 

## Participação em concursos de beleza

### Miss Trinidade e Tobago
Em 2013, o jornal jamaicano The Gleaner escreveu que ela ganhou um vestido e um maiô de alguns amigos, que a incentivaram, junto com a família, a participar do " TnT Show". "Senti-me fabulosa usando a faixa", disse ela ao mesmo jornal, se referindo à vitória no concurso, que lhe deu o direito de participar do Miss Mundo. 

### Miss Mundo
No dia 14 de novembro de 1986, Giselle derrotou outras 87 concorrentes, entre elas a atriz Halle Berry, e levou o título de Miss Mundo 1986. 
Segundo o The Gleaner, "em Londres, ela liderou as apostas para o concurso e foi escolhida como a favorita pelo jornal Daily Mirror".

##### Reinado
Milhares de pessoas recepcionaram Laronde quando ela voltou a seu país. "Meu reinado foi como um conto de fadas. Viajei para cerca de 25 países diferente, em todos os continentes, e arrecadei milhares de dólares enquanto visitava hospitais e orfanatos, e participava de bailes e grandes eventos", disse Laronde ao The Gleaner. 
"A víamos raramente durante o reinado e quando ela veio passar o Natal com a família, quase era preciso ter hora marcada para falar com ela", disse sua irmã numa entrevista. 

## Vida após os concursos
Após o reinado, Laronde estudou na University of London, onde ser formou em Sociologia e Comunicação. Ao Kreol Magazine, em 2015, ela disse que Londres se tornou uma de suas cidades favoritas. 
De volta a seu país-natal, casou e teve dois filhos, Kye e Kristo.
Em 2015, ela trabalhava como Chefe de Comunicação Corporativa e disse ao Kreol Magazine que praticava esportes como crossfit e karatê regularmente, tendo chegado a vencer o New York Karate Championships. 
"Ainda hoje as pessoas me parabenizam com tanto amor que eu me sinto honrada por ter podido representar este país", disse ao The Gleaner em 2013. 

## Curiosidades
- Ela foi a sétima do Caribe a vencer o Miss Mundo.
- No ano em que ela venceu, a atriz Halle Berry também concorreu ao título, representando os EUA. "Ela era divertida e cheia de vida e passamos algum tempo juntas durante o concurso. A conheci melhor depois, quando ela veio para a Jamaica e para as Ilhas Cayman comigo depois de eu vencer", disse Gisele ao The Gleaner.
- Giselle foi a segunda de seu país a vencer um grande concurso internacional. Sua conterrânea Janelle Commisiong havia, antes, vencido o Miss Universo 1977.